# Gironde (departement)
Gironde je francouzský departement ležící v regionu Nová Akvitánie. Název pochází od estuáru Gironde na soutoku řek Dordogne a Garonny. Hlavní město je Bordeaux.

## Geografie

### Nejvýznamnější města
Seznam měst s více než 10 000 obyvateli (1999):
- Bordeaux (215 363)
- Mérignac (61 992)
- Pessac (56 143)
- Talence (37 210)
- Villenave-d'Ornon (27 500)
- Saint-Médard-en-Jalles (25 566)
- La Teste-de-Buch (22 970)
- Bègles (22 475)
- Le Bouscat (22 455)
- Gradignan (22 193)
- Libourne (21 761)
- Lormont (21 343)
- Cenon (21 283)
- Eysines (18 407)
- Cestas (16 927)
- Floirac (16 157)
- Gujan-Mestras (14 958)
- Blanquefort (13 901)
- Arcachon (11 454)
- Ambarès-et-Lagrave (11 206)
- Bruges (10 610)

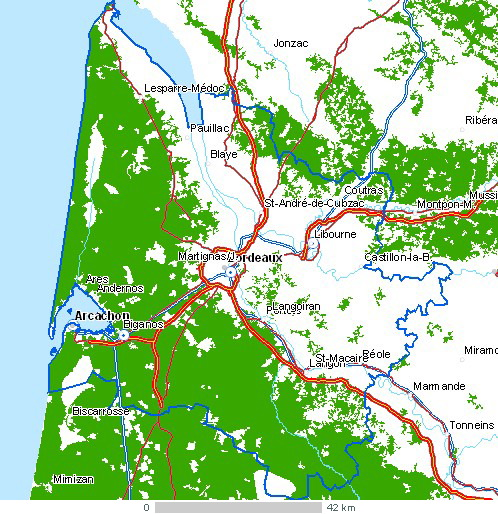
mapka Gironde
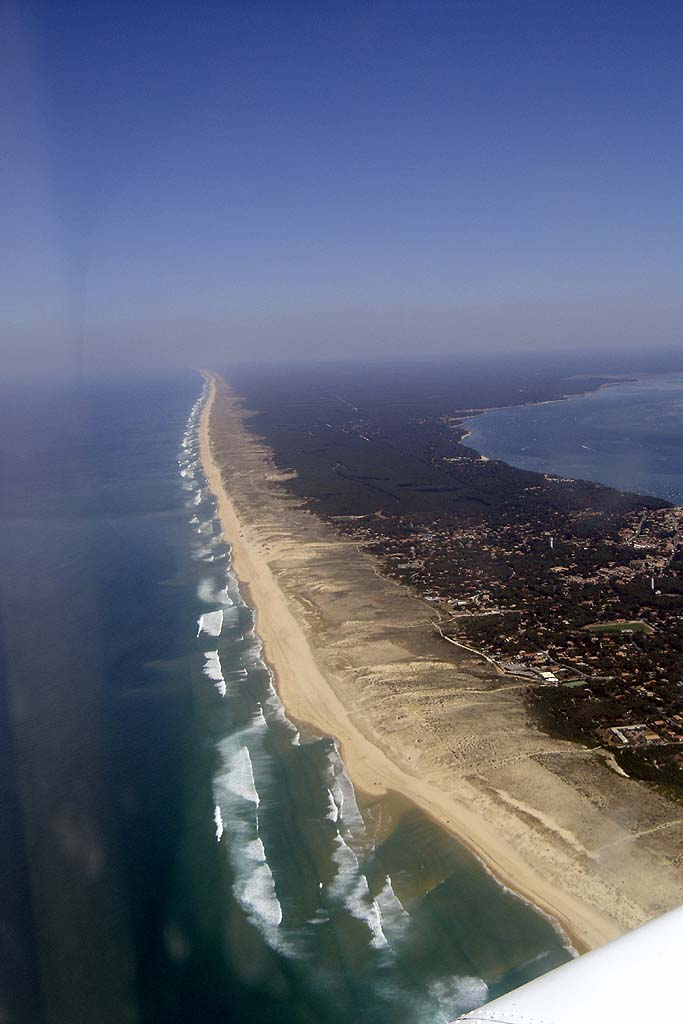
pobřeží Atlantiku

## Historie
Gironde je jedním z 83 departementů vytvořených během Francouzské revoluce 4. března 1790 aplikací zákona z 22. prosince 1789.
Od 1793 do 1795 byl přejmenován na Bec-d'Ambès.

## Osobnosti spjaté s departementem Gironde

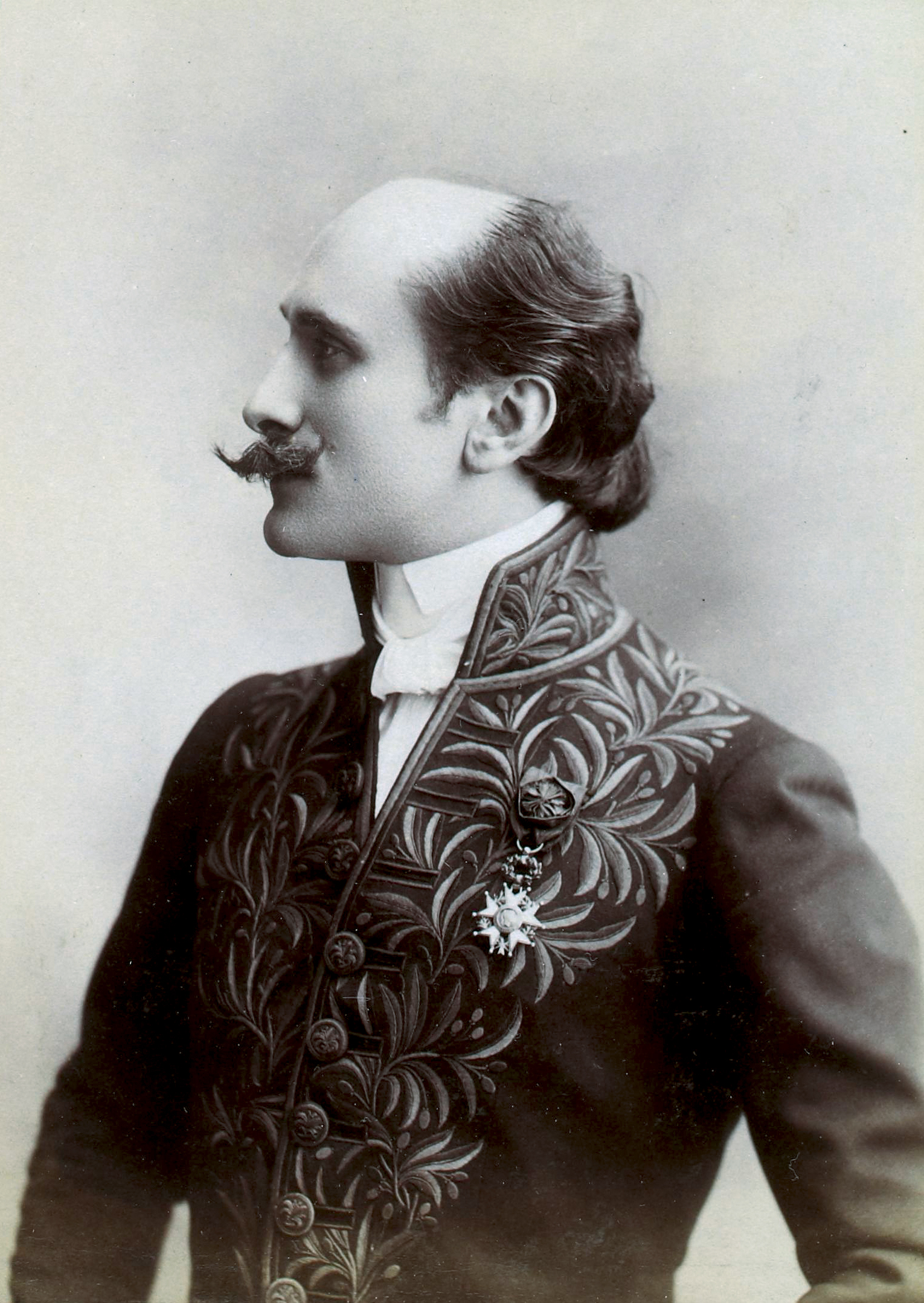
Edmond Rostand

- Jean Anouilh
- Eleonora Akvitánská
- Étienne de La Boétie
- Jacques Chaban-Delmas
- Klement V.
- René Clément
- Danielle Darrieuxová
- Christophe Dugarry
- Jacques Ellul
- Jean Eustache
- Alain Juppé
- François Mauriac
- Édouard Molinaro
- Michel de Montaigne
- Montesquieu
- Noir Désir
- Élisée Reclus
- Odilon Redon
- Edmond Rostand
- Jean-Jacques Sempé
- Ludovic Trarieux

## Gastronomie

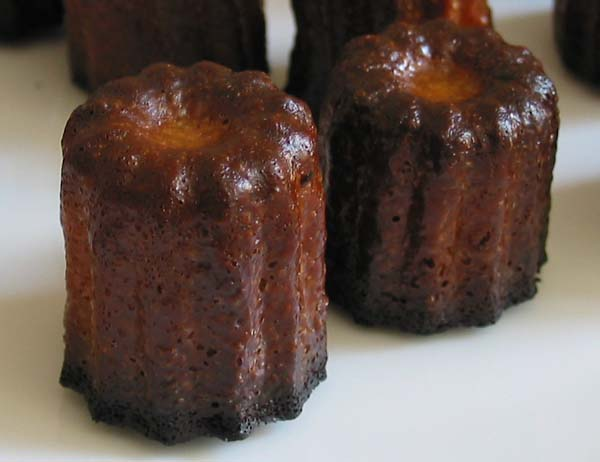
Druh místního koláče Canelé de Bordeaux

Departement Gironde je známý těmito místními specialitami:
- mihule po bordsku (Lamproie à la bordelaise)
- hovězí maso z Bazas (Bœuf de Bazas)
- jehněčí maso z Pauillac (Agneau de Pauillac)
- odrůda vína – Sauternes
- vinařská oblast – Bordeaux
- druh koláče s rumem a vanilkou (Canelé de Bordeaux)
- místní těstoviny (Macarons de Saint-Emilion)
- ústřice (Huîtres du Bassin d'Arcachon)
- chřest (Asperges du Blayais)
- kaviár (Caviar de l'estuaire de la gironde)